# شون سبيرز (مصارع)
رونالد ويليام أرنيل هو مصارع محترف كندي، عُرِف باسم تاي ديلينجر في سماكداون، وهو الآن يلعب باسم شون سبيرز. ولد ونشأ في أونتاريو في كندا ولعب الهوكي لأكثر من 10 سنوات وبعدها قرر ترك الرياضة ودخول المصارعة المحترفة وكان يحب منذ طفولته ريك رود، وريك مارتل، والسيد بيرفيكت.

## روابط خارجية
- تاي ديلينجر على موقع IMDb (الإنجليزية)
- تاي ديلينجر على موقع قاعدة بيانات الفيلم (الإنجليزية)
- تاي ديلينجر على موقع دبليو دبليو إي (الإنجليزية)
- تاي ديلينجر على موقع WrestlingData.com (الإنجليزية)
- تاي ديلينجر على موقع CageMatch worker (الإنجليزية)
- تاي ديلينجر على موقع قاعدة بيانات المصارعة على الإنترنت (الإنجليزية)
- تاي ديلينجر على موقع عالم المصارعة على الإنترنت (الإنجليزية)